# Boliney
Boliney es un municipio perteneciente a  la provincia de El Abra en la Región Administrativa de La Cordillera (RAC) situada al norte de la  República de Filipinas y de la isla de Luzón, en su interior. 

## Geografía
Tiene una extensión superficial de 136,40 km² y según el censo del 2007, contaba con una población de  3 349  habitantes, 4 063  el 1 de mayo de 2010 formando 763 hogares.

### Ubicación
| Noroeste: Sallapadan | Norte: Bucloc | Noreste: Daguioman |
| Oeste: Manabo        |               | Este: Pasil        |
| Suroeste: Luba       | Sur: Tubo     | Sureste: Tubo      |

### Barangayes
Boliney se divide administrativamente en 8 barangayes todos de carácter rural.
| Barangay        | Pob. (2007) | Pob. (2010) |
| --------------- | ----------- | ----------- |
| Amti            | 328         | 411         |
| Bao-yan         | 440         | 577         |
| Danac Este      | 459         | 518         |
| Danac Oeste     | 474         | 618         |
| Dao-angan       | 328         | 399         |
| Dumagas         | 399         | 387         |
| Kilong-Olao     | 183         | 234         |
| Boliney, pueblo | 829         | 919         |